# Urane
L'urane, d'abord considéré comme un corps simple, est en fait  un oxyde d'uranium.
La planète Uranus, qui a été découverte en même temps que cette substance, lui inspira son nom.